# Nissan Pixo
De Pixo is een compacte vijfdeurs hatchback in het A-segment die in juni 2009 door het Japanse automerk Nissan werd geïntroduceerd. Eind oktober 2013 werd de productie beëindigd.

## Ontwerp en productie
De Nissan Pixo werd gebouwd op hetzelfde platform en in dezelfde fabriek als de Suzuki Alto, door het Indiase Maruti Suzuki. De Pixo heeft een geheel ander ontwerp voor de grille en koplampen. Op dit model debuteerde de 'Pure Drive'-badge, welke de meest brandstofzuinige modellen van Nissan moesten aanduiden.

## Aandrijving
De Nissan Pixo heeft de dwarsgeplaatste K10B driecilinder benzinemotor voorin het voertuig liggen, met voorwielaandrijving. Deze motor is afkomstig van Suzuki. Standaard werd de Pixo voorzien van een handgeschakelde transmissie met vijf versnellingen. Optioneel kon de Pixo uitgerust worden met een viertraps automatische transmissie, welke voor dit segment en prijspunt uniek was.

## Verbruik en emissies
De Pixo (830 kg) heeft het A energielabel, dat wil zeggen dat hij minstens 20% zuiniger is dan andere auto's in dezelfde grootteklasse. De Pixo heeft een brandstofverbruik van 4,4 l/100 km (1 op 23) en een CO2-uitstoot van 99 g/km. Omdat dit minder is dan 110 gram CO2 per kilometer, hoeft er vanaf 1 januari 2010 geen motorrijtuigenbelasting (wegenbelasting) betaald te worden en geen aanschafbelasting BPM. Met een verbruik en uitstoot van (4,3 en 99) is de Pixo zuiniger dan de Peugeot 107, Citroën C1, Toyota Aygo (4,5 en 106) en de Fiat 500 (4,7 en 110). De Toyota IQ 1.0 (820 kg) is zuiniger dan de Pixo. Volgens de ANWB in samenwerking met Stichting Natuur en Milieu en het Brandstofverbruiksboekje 2010 van de RDW is de Pixo de tweede in de 'Toptien benzine volgens absoluut gebruik'. Volgens het consumentenprogramma Kassa zijn in de praktijk het brandstofverbruik en de CO2-uitstoot veel hoger. Dit komt doordat in de testcycli het stadsverbruik oververtegenwoordigd is ten opzichte van de snelweg. Zuinige auto's zijn echter ook in de praktijk nog steeds zuiniger dan onzuinige auto's, ook al is het effect op de snelweg minder zichtbaar.

## Veiligheid
Er zijn geen EuroNCAP-testgegevens bekend. Als de veiligheid identiek is met de Suzuki Alto, dan heeft de Pixo drie van de maximaal vijf sterren (een matige veiligheid).

## Prijs
De Nissan Pixo Visia is samen met de Suzuki Alto Base de goedkoopste A-label-auto op de Nederlandse markt (medio 2010).
Huidige modellen Europa:
370Z ·
Ariya ·
Cabstar ·
Cube ·
GT-R ·
Interstar ·
Juke ·
Leaf ·
Micra ·
Murano ·
Navara ·
Note ·
NV200 ·
NV300 ·
NV400 ·
Pathfinder ·
Primastar ·
Qashqai ·
Townstar ·
X-Trail

Huidige modellen internationaal:
Altima ·
Armada ·
Bluebird ·
Caravan ·
Elgrand ·
Fuga ·
Maxima ·
NV ·
Patrol ·
Rogue ·
Sentra ·
Serena ·
Skyline ·
Skyline ·
Skyline Crossover ·
Sunny ·
Teana ·
Tiida ·
Titan ·
Xterra

Concepten:
Forum ·
Jikoo ·
Pivo ·
Urge

Uit productie:
100NX ·
200SX ·
300ZX ·
350Z ·
Almera ·
Almera Tino ·
Bluebird ·
Cedric ·
Cherry ·
Cima ·
Gloria ·
Kubistar ·
Laurel ·
Pixo ·
Prairie ·
Primera ·
Pulsar ·
Silvia ·
Stanza ·
Terrano ·
Vanette